# Hewlett-Packard
A Hewlett-Packard Company (NYSE: HPQ), röviden HP, jelenleg a világ legnagyobb IT-vállalata, amely PC-iről és nyomtatóiról lett világhírű. Központja a kaliforniai Palo Altóban van, de világszerte képviselteti magát számítógépes, nyomtatási, fényképészeti termékeivel, valamint a kapcsolódó szoftverekkel és szolgáltatásokkal.
Az a cég, amely hajdanában a nagyvállalatok, gyárak és az egészségügy piacai számára termelt, ma főleg háztartási elektronikai eszközöket forgalmaz: fényképezőgépek és a nyomtatókazetták, amelyek bármely bevásárlóközpontban kaphatóak.
2006-ban a HP-nek 91,7 milliárd USD forgalma volt – az IBM-et (91,4 milliárd USD) megelőzve –, ezzel a világ első technológiai vállalata a forgalom terén.
A HP világelső a PC-gyártásban is, megelőzve a Dell-t, a Gartner és IDC piackutató cégek 2006 októberi jelentései szerint.

## A HP története

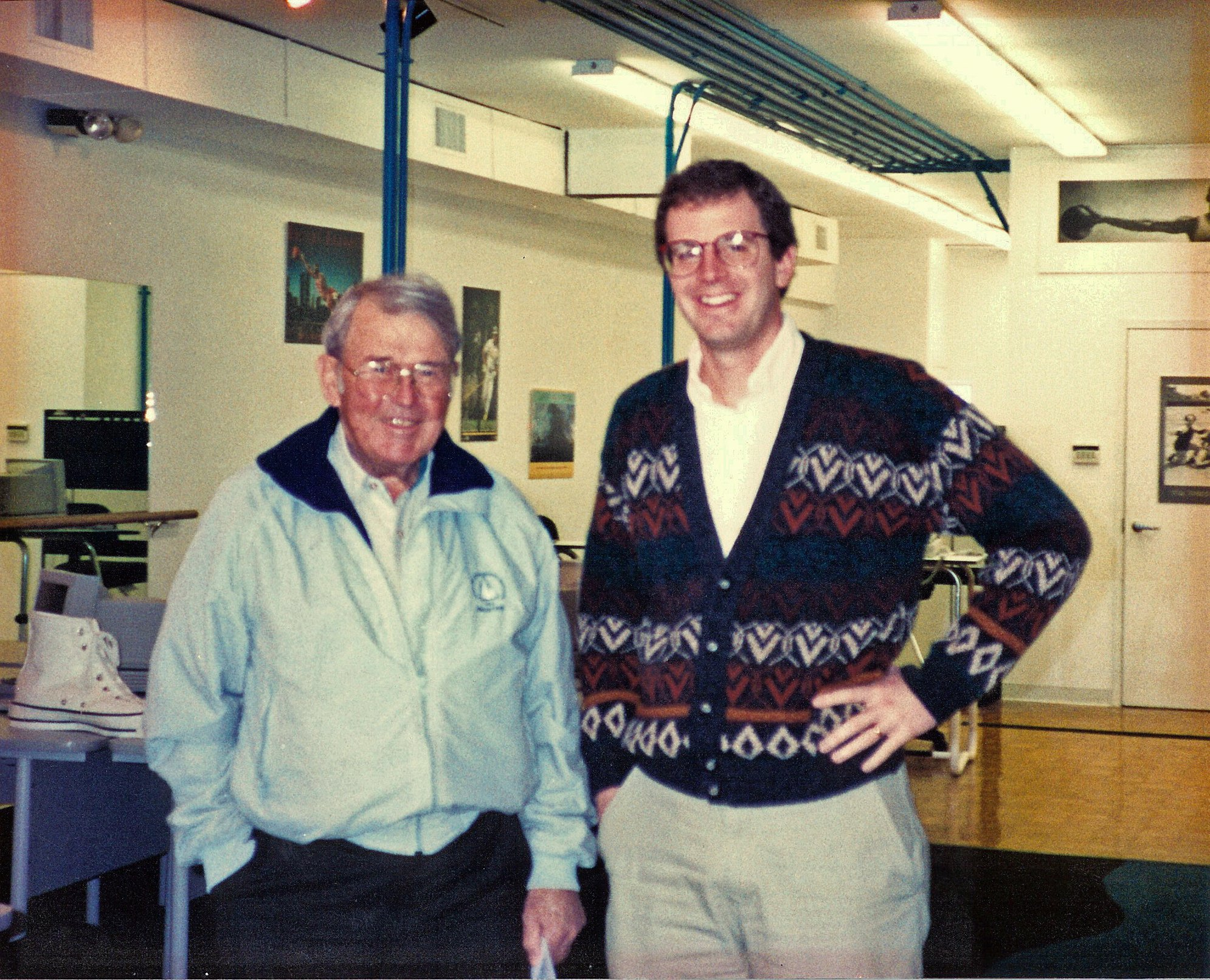
balról jobbra: William Hewlett és David Packard (1973)

Bill Hewlett és Dave Packard a Stanford University villamosmérnöki karán végeztek 1934-ben. A cég egy garázsban indult Palo Altóban, mikor még posztgraduális képzéseben vettek részt a nagy gazdasági válság idején. A céget hivatalosan 1939. január 1-jén alapították meg, 538 dollár befektetéssel. Dave és Bill nem tudta eldönteni az alapításkor, hogy Hewlett-Packardnak vagy Packard-Hewlettnek nevezzék el a céget. Megegyeztek abban, hogy feldobnak egy pénzérmét, és aki nyer a pénzfeldobáson, az dönthet a cég nevéről. Dave nyert, így ő dönthetett, és a cégnek a Hewlett-Packard nevet adta. A HP 1957. november 6-án alakult nyilvános részvénytársasággá.
Sok projektjük közül a HP200A elnevezésű precíziós audiooszcillátor volt az első, amely sikeres lett. Újításuk abban állt, hogy egy izzót használtak hőmérsékletfüggő (PTK) ellenállásként az amplitúdóstabilizáló áramkörben. Ezt a HP-terméket 54,40 dolláros áron kínálták, szemben a versenytársak kevésbé stabil, és több mint 200 dollárért kínált termékével. Némi továbbfejlesztéssel egészen 1972-ig forgalmazták 200AB néven, amely elektroncső-alapú volt. 33 évig gyártották, talán ez volt minden idők leghosszabb ideig forgalmazott elektronikus alapterméke.
A cég egyik legkorábbi üzletfele a The Walt Disney Company volt, amely nyolc Model 200B oszcillátort (71,50 dolláros darabáron) vett tőlük a Fantasound surround hangrendszerükbe, amit a Fantasia című film miatt vezettek be.

## Termékskála
A cég profilja igen széles, többféle eltérő piacon verseng a vásárlók kegyeiért, melyekből a legkiemelkedőbb a számítógépek és a perifériák gyártása és forgalmazása, de termékkörébe tartoznak a különböző mérőkészülékek, elektronikai alkatrészek és orvosi műszerek is (forrás: Fehér Péter, Budapesti Corvinus Egyetem). A HP többek között számítástechnikai eszközök, hálózati hardverek és nyomtatók gyártására, az adattárolás fejlesztésére, szoftver-tervezésre és szolgáltatások nyújtására specializálódott.

## A kezdetek
A cég eredetileg inkább mezőgazdasági és ipari elektronikus termékek gyártását tartotta fókuszban. Később azonban úgy döntött, hogy jobban összpontosít a jó minőségű elektronikus vizsgálati és mérési eszközök készítésére.
Az 1940-es évektől rengeteg elektronikus vizsgálati berendezést gyártott, többek között jelgenerátorokat, feszültségmérőket, oszcilloszkópokat, frekvencia-számlálókat, hullámelemzőket, és számos más eszközt készített. Termékeik megkülönböztető jellemzője volt a mérési határértékek kitolása és a pontosság, a HP eszközök sokkal érzékenyebbek, pontosabbak és precízebbek voltak, mint a hasonló berendezések.

## Az 1960-as évek
A HP a Szilícium-völgy alapítójaként ismert, annak ellenére, hogy nem foglalkozott aktívan félvezetőkkel, egészen a Fairchild Semiconductor 1957-es megalapításáig. Az 1960 körül létrehozott HP Associates részleg elsődlegesen belső használatra, a cég saját műszereihez és számológépeihez készített félvezetőket.
1960-ban a cég összefogott a japán Sony és a Yokogawa Electric vállalatokkal, termékek japán piacra szánt gyártására. Nem arattak nagy sikert, mivel Japánban túl magasak voltak a HP designjegyeket magukon hordozó termékek gyártási költségei. A cég a Yokogawával 1963-ban létrehozott egy közös vállalatot (Yokogawa-Hewlett-Packard), amely a HP termékek Japán marketingjéért volt felelős. 1999-ben a HP visszavásárolta a Yokogawa Electric HP Japan-beli részesedését.
A cég alapított egy leányvállalatot Dynac néven, amely digitális berendezések gyártására szakosodott. A cég nevének kiválasztásában nagy szerepet játszott, hogy a kisbetűs "hp" logó megfordítva megegyezzen a Dynac "dy" logójával. A két vállalat épülete egymás mellett állt, a logó pedig a két épület között úgy, hogy bármelyikbe ment be valaki, mindig annak ama logóját látta, amely felé éppen közelített. A Dynac a Dynamic Accuracy rövidítése is volt, mivel azonban kiderült, hogy ez a név már le volt védve, a cég nevét Dymecre változtatták, majd 1959-ben beolvasztották az anyavállalatba.
A HP a Digital Equipment Corporation miniszámítógépeit kezdte használni műszereihez fejlesztései során, de később úgy döntöttek, egyszerűbb egy saját designcsapattal dolgozni, mint a DEC-vel üzletelni, és végül 1966-ban betört a számítógépes piacra saját HP 2100 és HP 1000 névre keresztelt miniszámítógép-sorozataival. Ezen a néven 20 évig gyártottak termékeket, melyeket a HP 9800 és HP 250 sorozatú asztali és üzleti számítógépek követtek.

## Az 1970-es évek
A HP 3000 egy fejlett üzleti számítástechnikai szerver volt, amely alkalmazta a RISC technológiát, és csak nemrégiben vonult vissza a piacról. A HP 2640 sorozat okos és intelligens terminálok bevezetett formája volt, bemutatta a képernyőt felcímkézett funkcióbillentyűket, amelyeket ma már többek között a banki ATM-ek használnak. A HP 2640 sorozatban is az egyik legfontosabb elem a grafikus megjelenítés volt. A HP ekkor már meghaladta az IBM-et az eladások tekintetében.
1968-ban elkezdték gyártani a HP 9100A nevű terméküket, amit az amerikai Wired magazin mint a gyártó első kereskedelmi forgalomba hozott és sorozatban gyártott személyi számítógépének nevezett. A vállalat azonban ezt a készüléket asztali számológépnek hívta. A gép ára kezdetben 5000 dollár volt, és nem tartalmazott alfabetikus billentyűzetet.
1972-ben bemutatták a világ első kézi tudományos elektronikus számológépét (HP-35), az első kézi programozható számológépet 1974-ben (HP–65), az első alfanumerikus, programozható és bővíthető számológépet 1979-ben (HP-41 C), valamint az első szimbolikus és grafikus számológépet HP-28C néven. 
A 98x5-ös technikai és asztali számítógépek szériájának gyártása 1975-ben indult, ezek a gépek a BASIC programozási nyelvet használták. A HP számítógépek hasonlókra voltak képesek, mint sokkal később az IBM személyi számítógépek, azonban a rendelkezésre álló technikai korlátok miatt az árak elég magasak voltak.

## Az 1980-as évek
1984-ben a HP bevezette a tintasugaras és lézernyomtatókat. Ezzel együtt indult meg a szkennergyártás is. Később sikeres multifunkciós termékeket fejlesztettek, amelyek egyben voltak nyomtatók, szkennerek, fénymásolók és faxok. Elindult a HP LaserJet gyártása, ami rendkívül népszerű vonal volt a lézernyomtatók piacán. 
1986. március 3-án a HP regisztrálta a HP.com doménnevet, amely a kilencedik olyan oldal volt a világon, amit .com doménnév alatt lehetett nyilvántartani.
1987-ben, azt a Palo Altó-i garázst, ahol a Hewlett Packard megalakult és megkezdte üzleti tevékenységét, Kalifornia állambeli történelmi mérföldkőnek jelölték ki.

## Az 1990-es évek
Az 1990-es években, HP kibővítette a számítógépes termékcsaládot, amely kezdetben az egyetemi, kutatási és üzleti felhasználók számára készült. A cég 2005-ben, a hpshopping.comon független leányvállalatot indított, melynek célja a közvetlenül a fogyasztóknak történő eladás volt az interneten.

## A 2000-es évek
2001. szeptember 3-án a HP bejelentette, hogy megállapodásra jutottak a Compaq-kal, és hogy egyesítik a két céget. A két cég 2002 májusában egyesült hivatalosan. 2004-ben megjelent a HP DV 1000 sorozat, köztük a HP Pavilion dv 1658 és 1040, két évvel később, 2006 májusában, a HP megkezdte „legyen megint személyi a számítógép” című kampányát. A kampány célja az volt, hogy visszaállítsa azt a tényt, miszerint a PC egy személyes termék. 2008. május 13-án a HP és az Electronic Data Systems bejelentette, hogy aláírta a végleges megállapodást, amelynek értelmében a HP felvásárolta az EDS-t. 2009. november 11-én 3Com és a Hewlett-Packard bejelentette, hogy a Hewlett-Packard 2,7 milliárd dollárért felvásárolja a 3Comot. A Hewlett-Packardnál legújabb feladatként a hálózati eszközök piacára való betörést nevezték meg.

## A 2010-es évek
2021. április 28-án a Palm Inc. és a Hewlett-Packard bejelentette, hogy a HP felvásárolja a Palmot 1,2 milliárd dollárért. A Palm készülékek és a HP IPAQ termékcsalád ad némi átfedést, de jelentősen növelik mobiljelenlétét a cégen belül.

## HP mint szponzor
A HP számos sportegyesületet támogatott, többek között 1995 és 1999 között ők voltak a Tottenham Hotspur futball klub támogatója. 2006-ig a Formula 1-es BMW Williams csapatot, 2010-től pedig a Renault F1-et támogatták. 2024-től a Scuderia Ferrari névadó szponzora lett.

## Képek

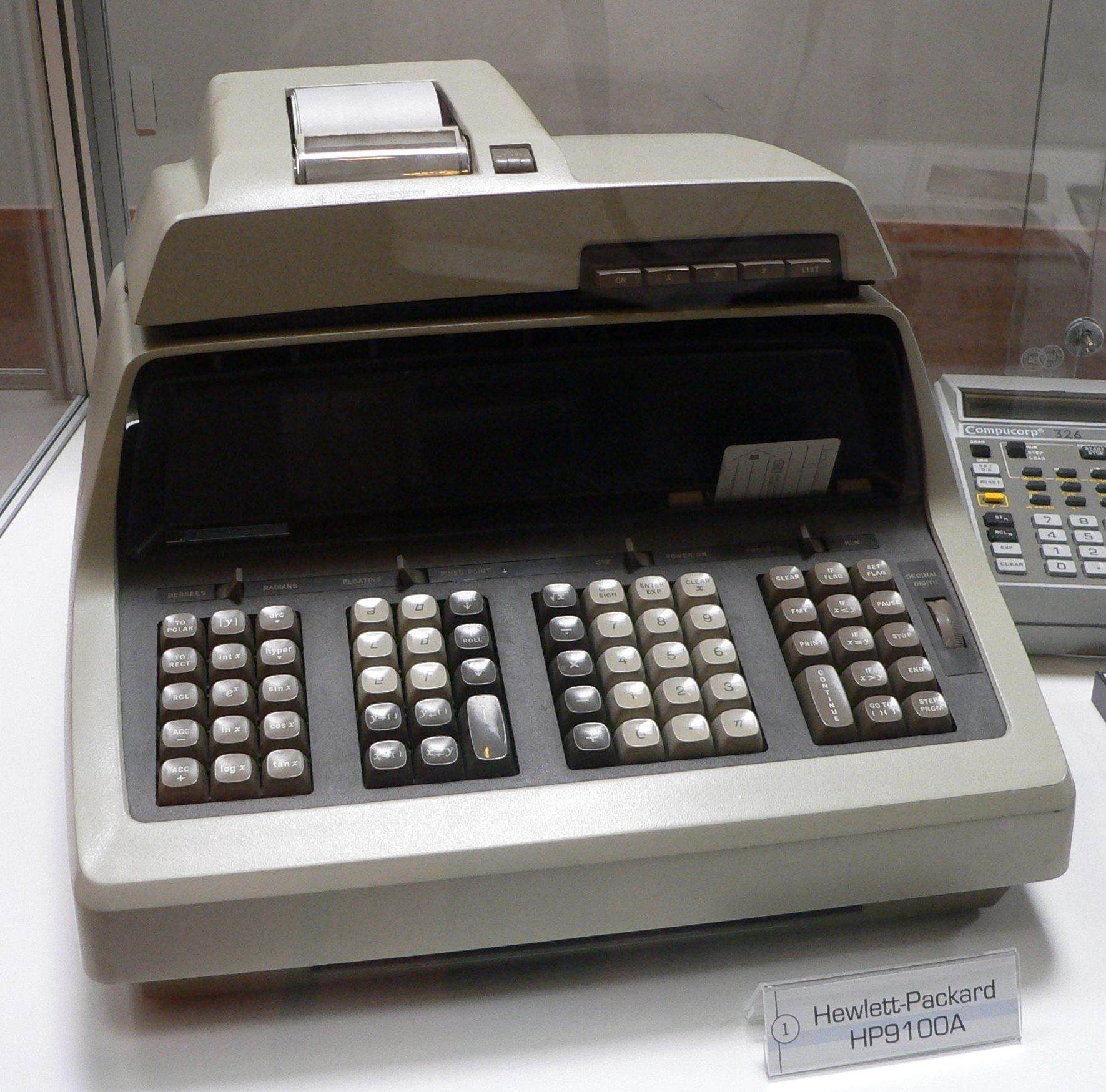
HP 9100A
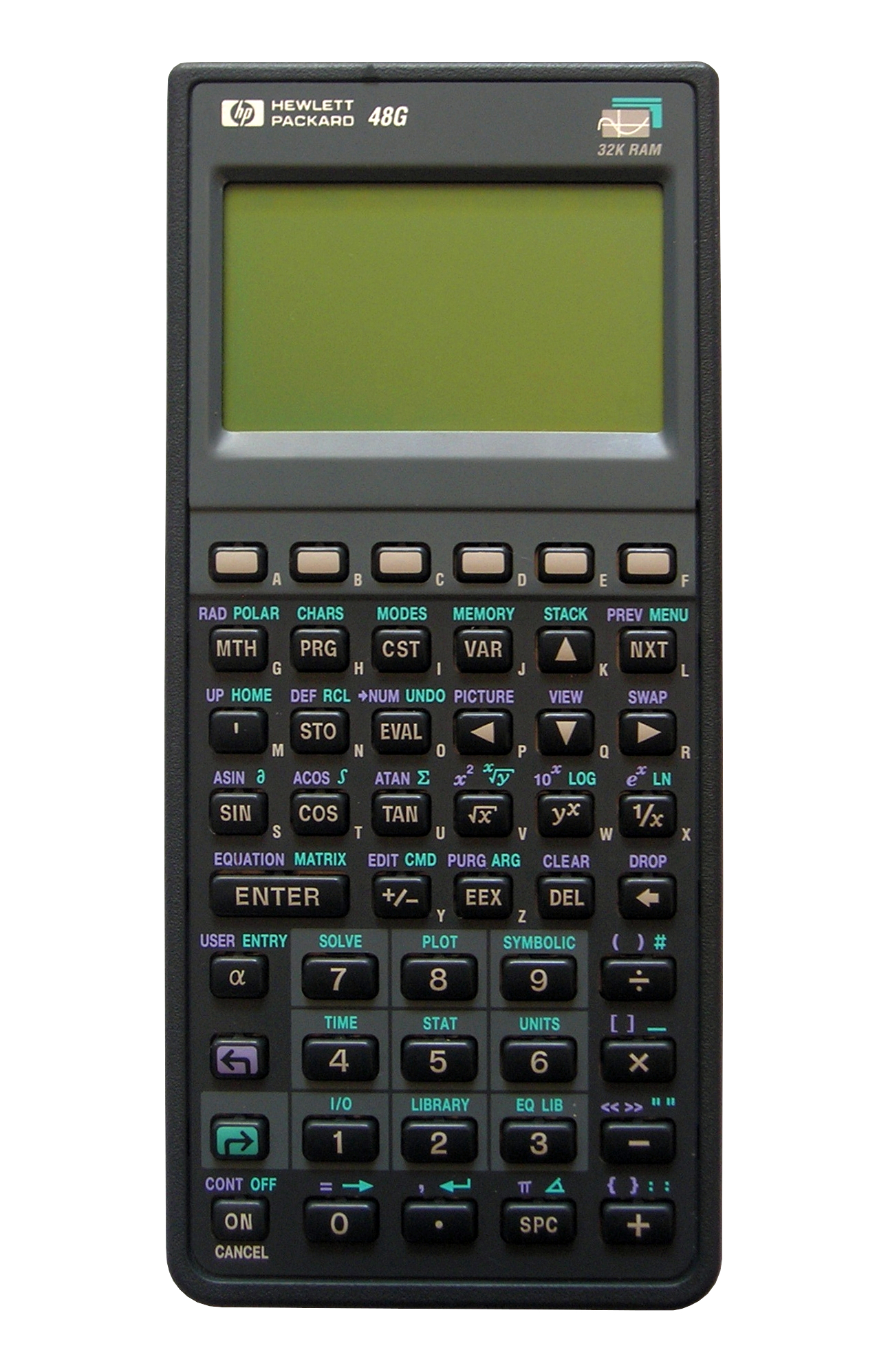
HP 48G számológép
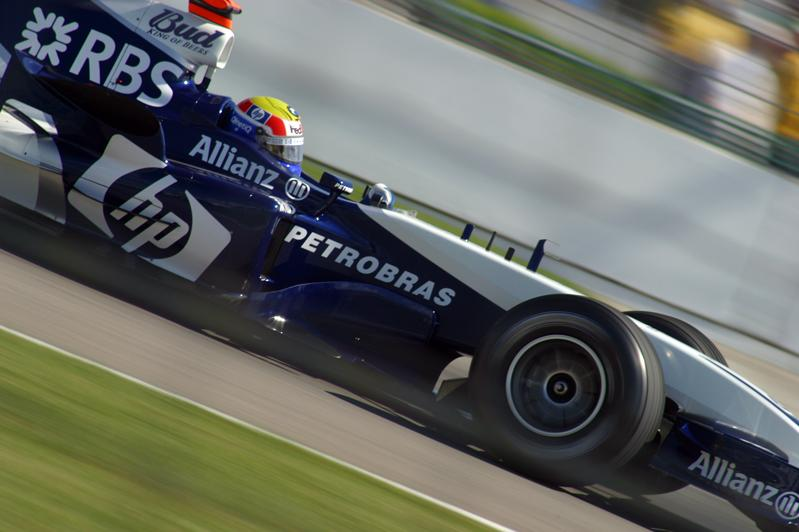
Mark Webber a HP által támogatott Williams BMW-ben
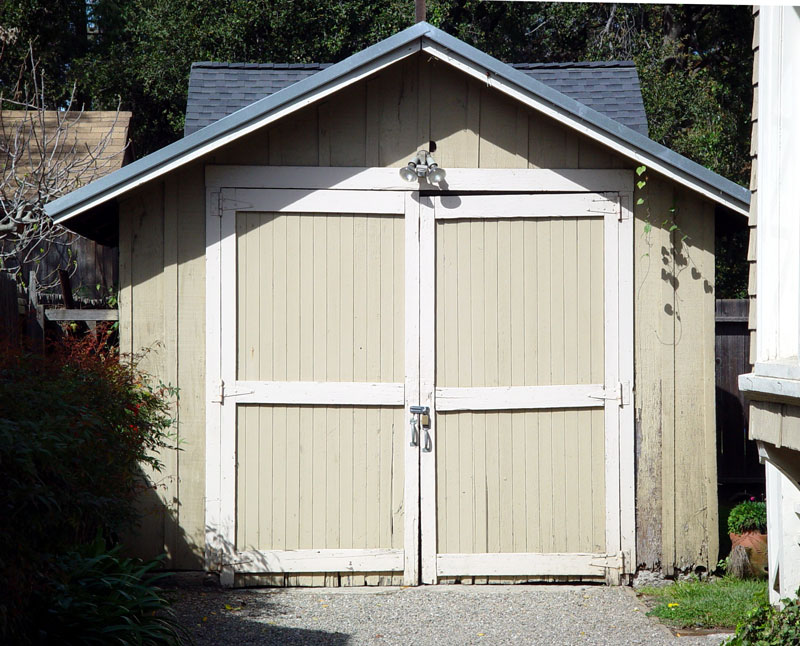
A garázs, amelyben a HP elindult